# ITF Women’s Circuit 2012 (Oktober–Dezember)
In den folgenden Tabellen werden die Tennisturniere des vierten Quartals des ITF Women’s Circuit 2012 dargestellt.

## Turnierplan
| Kategorien |
| ---------- |
| $100.000   |
| $75.000    |
| $50.000    |
| $25.000    |
| $15.000    |
| $10.000    |

### Oktober
| Datum 1 | Turnierort                                         | Siegerin Einzel              | Siegerinnen Doppel                             |
| ------- | -------------------------------------------------- | ---------------------------- | ---------------------------------------------- |
| 01.10.  | Esperance                                          | Olivia Rogowska              | Ashleigh Barty Sally Peers                     |
| 01.10.  | Gainesville                                        | María Fernanda Álvarez Terán | María Fernanda Álvarez Terán Angelina Gabujewa |
| 01.10.  | Antalya                                            | Kateřina Vaňková             | Jelisaweta Jantschuk Swjatlana Piraschenka     |
| 01.10.  | Bidar                                              | Venise Chan                  | Olexandra Koraschwili Rishika Sunkara          |
| 01.10.  | Scharm asch-Schaich                                | Ivana Jorović                | Kim Kilsdonk Nicolette van Uitert              |
| 01.10.  | Kalamata                                           | Lara Michel                  | Huỳnh Phương Đài Trang Keren Shlomo            |
| 01.10.  | Solin                                              | Ana Savić                    | Lenka Juríková Chantal Škamlová                |
| 08.10.  | Suzhou ITF Womens Circuit Suzhou 2012              | Hsieh Su-wei                 | Timea Bacsinszky Caroline Garcia               |
| 08.10.  | Joué-lès-Tours                                     | Mónica Puig                  | Séverine Beltrame Julie Coin                   |
| 08.10.  | Sant Cugat del Vallès                              | María Teresa Torró Flor      | Leticia Costas Arantxa Parra Santonja          |
| 08.10.  | Troy                                               | Stéphanie Dubois             | Angelina Gabujewa Arina Rodionowa              |
| 08.10.  | Margaret River                                     | Victoria Larrière            | Miyabi Inoue Mai Minokoshi                     |
| 08.10.  | Sarajevo                                           | Wiktorija Kan                | Barbora Krejčíková Tereza Malíková             |
| 08.10.  | Antalya                                            | Jovana Jakšić                | Anaïs Laurendon Kateřina Vaňková               |
| 08.10.  | São Paulo                                          | Fernanda Brito               | Fernanda Brito Guadalupe Pérez Rojas           |
| 08.10.  | Mexiko-Stadt                                       | Marcela Zacarías             | Ximena Hermoso Marcela Zacarías                |
| 08.10.  | Mytilini                                           | Despoina Vogasari            | Manon Arcangioli Laëtitia Sarrazin             |
| 15.10.  | Limoges                                            | Claire Feuerstein            | Magda Linette Sandra Zaniewska                 |
| 15.10.  | Glasgow                                            | Samantha Murray              | Justyna Jegiołka Diāna Marcinkēviča            |
| 15.10.  | Sevilla                                            | Teliana Pereira              | Paula Kania Katarzyna Piter                    |
| 15.10.  | Lagos                                              | Cristina Dinu                | Conny Perrin Chanel Simmonds                   |
| 15.10.  | Rock Hill                                          | Rebecca Marino               | Jacqueline Cako Natalie Pluskota               |
| 15.10.  | Makinohara                                         | Alexa Glatch                 | Eri Hozumi Miyu Katō                           |
| 15.10.  | Antalya                                            | Olha Jantschuk               | Alena Fomina Lina Gjorcheska                   |
| 15.10.  | Santiago de Chile                                  | Daniela Seguel               | Aranza Salut Carolina Zeballos                 |
| 15.10.  | Akko                                               | Natalia Kołat                | Olga Brózda Natalia Kołat                      |
| 15.10.  | Mexiko-Stadt                                       | Marcela Zacarías             | Beatriz Ríos Paula Catalina Robles García      |
| 15.10.  | Iraklio                                            | Corina Jäger                 | Manon Arcangioli Laëtitia Sarrazin             |
| 15.10.  | Dubrovnik                                          | Barbora Krejčíková           | Giulia Bruzzone Chiara Mendo                   |
| 22.10.  | Poitiers Internationaux Féminins de la Vienne 2012 | Mónica Puig                  | Catalina Castaño Mervana Jugić-Salkić          |
| 22.10.  | Ismaning Büschl Open 2012                          | Annika Beck                  | Romina Oprandi Amra Sadiković                  |
| 22.10.  | Saguenay                                           | Madison Keys                 | Gabriela Dabrowski Alla Kudrjawzewa            |
| 22.10.  | Lagos                                              | Cristina Dinu                | Conny Perrin Chanel Simmonds                   |
| 22.10.  | Hamamatsu                                          | Alexa Glatch                 | Shūko Aoyama Miki Miyamura                     |
| 22.10.  | Seoul                                              | Erika Sema                   | Nigina Abduraimova Venise Chan                 |
| 22.10.  | Florence                                           | Mariana Duque                | Ulrikke Eikeri Akiko Omae                      |
| 22.10.  | Taipeh                                             | Zheng Saisai                 | Chan Chin-wei Caroline Garcia                  |
| 22.10.  | Traralgon                                          | Ashleigh Barty               | Cara Black Arina Rodionowa                     |
| 22.10.  | Brasilia                                           | Timea Bacsinszky             | Elena Bogdan Raluca Olaru                      |
| 22.10.  | Stockholm                                          | Sandra Roma                  | Donika Bashota Jeļena Ostapenko                |
| 22.10.  | Antalya                                            | Olha Jantschuk               | Alexandra Damaschin Barbara Sobaszkiewicz      |
| 22.10.  | Santiago de Chile                                  | Cecilia Costa Melgar         | Cecilia Costa Melgar Daniela Seguel            |
| 22.10.  | Luque                                              | Camila Giangreco Campiz      | Anamika Bhargava Sylvia Krywacz                |
| 22.10.  | Dubrovnik                                          | Laura-Ioana Andrei           | Barbora Krejčíková Tereza Malíková             |
| 22.10.  | Monastir                                           | Başak Eraydın                | Martina Borecká Amandine Cazeaux               |
| 22.10.  | Ashkelon                                           | Elena-Teodora Cadar          | Olga Brózda Natalia Kołat                      |
| 22.10.  | Victoria                                           | Nika Kuchartschuk            | Camila Fuentes Blair Shankle                   |
| 29.10.  | Barnstaple AEGON GB Pro-Series Barnstaple 2012     | Annika Beck                  | Oqgul Omonmurodova Wesna Dolonz                |
| 29.10.  | Nantes                                             | Monica Niculescu             | Catalina Castaño Mervana Jugić-Salkić          |
| 29.10.  | New Braunfels                                      | Melanie Oudin                | Jelena Bowina Mirjana Lučić                    |
| 29.10.  | Toronto                                            | Eugenie Bouchard             | Gabriela Dabrowski Alla Kudrjawzewa            |
| 29.10.  | Istanbul                                           | Richèl Hogenkamp             | Çağla Büyükakçay Pemra Özgen                   |
| 29.10.  | Bendigo                                            | Arina Rodionowa              | Ashleigh Barty Sally Peers                     |
| 29.10.  | Buenos Aires                                       | Teliana Pereira              | Elena Bogdan Raluca Olaru                      |
| 29.10.  | Netanya                                            | Anna Karolína Schmiedlová    | Ljudmyla Kitschenok Nadija Kitschenok          |
| 29.10.  | Antalya                                            | Jovana Jakšić                | Diana Buzean Daniëlle Harmsen                  |
| 29.10.  | Stockholm                                          | Jeļena Ostapenko             | Hilda Melander Paulina Milosavljevic           |
| 29.10.  | Coimbra                                            | Kathinka von Deichmann       | Nadezda Gorbachovka Ekaterina Pushkareva       |
| 29.10.  | Quillota                                           | Camila Silva                 | Cecilia Costa Melgar Camila Silva              |
| 29.10.  | Asunción                                           | Eduarda Piai                 | Anamika Bhargava Sylvia Krywacz                |
| 29.10.  | Iraklio                                            | Manon Arcangioli             | Manon Arcangioli Laëtitia Sarrazin             |
| 29.10.  | Monastir                                           | Nikola Vajdová               | Warwara Flink Jaimy-Gayle van de Wal           |

### November
| Datum 1 | Turnierort                                                 | Siegerin Einzel          | Siegerinnen Doppel                              |
| ------- | ---------------------------------------------------------- | ------------------------ | ----------------------------------------------- |
| 05.11.  | Phoenix Goldwater Women’s Tennis Classic 2012              | Madison Keys             | Jacqueline Cako Natalie Pluskota                |
| 05.11.  | Équeurdreville                                             | Alison Van Uytvanck      | Magda Linette Katarzyna Piter                   |
| 05.11.  | Minsk                                                      | Aljaksandra Sasnowitsch  | Kazjaryna Dsehalewitsch Aljaksandra Sasnowitsch |
| 05.11.  | Benicarló                                                  | Laura Pous Tió           | Conny Perrin Maša Zec Peškirič                  |
| 05.11.  | Asunción                                                   | Verónica Cepede Royg     | María Fernanda Álvarez Terán Chanel Simmonds    |
| 05.11.  | Loughborough                                               | Renata Voráčová          | Anna Fitzpatrick Jade Windley                   |
| 05.11.  | Antalya                                                    | Jovana Jakšić            | Ágnes Bukta Petra Krejsová                      |
| 05.11.  | Iraklio                                                    | Başak Eraydın            | Başak Eraydın Abbie Myers                       |
| 05.11.  | Guimarães                                                  | Léa Tholey               | Margarida Moura Joana Valle Costa               |
| 12.11.  | Sowade                                                     | Karolína Plíšková        | Karolína Plíšková Kristýna Plíšková             |
| 12.11.  | Helsinki                                                   | Amra Sadiković           | Ljudmyla Kitschenok Nadija Kitschenok           |
| 12.11.  | Edgbaston                                                  | Renata Voráčová          | Anna Fitzpatrick Jade Windley                   |
| 12.11.  | Antalya                                                    | Ágnes Bukta              | Laura-Ioana Andrei Raluca Elena Platon          |
| 12.11.  | Iraklio                                                    | Manon Arcangioli         | Başak Eraydın Abbie Myers                       |
| 19.11.  | Toyota Dunlop World Challenge Tennis Tournament 2012/Damen | Stefanie Vögele          | Ashleigh Barty Casey Dellacqua                  |
| 19.11.  | Vendryně                                                   | Sandra Záhlavová         | Jesika Malečková Kateřina Vaňková               |
| 19.11.  | La Vall d’Uixó                                             | Sara Sorribes Tormo      | Jana Sisikowa Jade Windley                      |
| 19.11.  | Antalya                                                    | Jovana Jakšić            | Elena-Teodora Cadar Natalija Kostić             |
| 19.11.  | Barranquilla                                               | Andrea Koch Benvenuto    | Nadia Echeverría Alam Blair Shankle             |
| 19.11.  | Temuco                                                     | Vanesa Furlanetto        | Victoria Bosio Daniela Seguel                   |
| 26.11.  | Dubai Al Habtoor Tennis Challenge 2012                     | Kimiko Date-Krumm        | Maria Elena Camerin Wera Duschewina             |
| 26.11.  | Santiago                                                   | Paula Cristina Gonçalves | Mailen Auroux María Irigoyen                    |
| 26.11.  | Kolkata                                                    | Katherine Ip             | Arantxa Andrady Kyra Shroff                     |
| 26.11.  | Jakarta                                                    | Juan Ting-fei            | Choi Ji-hee Akari Inoue                         |
| 26.11.  | Antalya                                                    | Marie Benoît             | Jewgenija Paschkowa Anastassija Wassyljewa      |
| 26.11.  | Bangkok                                                    | Wang Qiang               | Kim Na-ri Lee Ye-ra                             |

### Dezember
| Datum 1 | Turnierort       | Siegerin Einzel        | Siegerinnen Doppel                           |
| ------- | ---------------- | ---------------------- | -------------------------------------------- |
| 03.12.  | Antalya          | Denisa Allertová       | Yuliya Kalabina Swjatlana Piraschenka        |
| 03.12.  | Bangkok          | Wang Qiang             | Wang Yafan Wen Xin                           |
| 03.12.  | Potchefstroom    | Chanel Simmonds        | Kim Grajdek Keren Shlomo                     |
| 03.12.  | Jakarta          | Lu Jiajing             | Ayu Fani Damayanti Lavinia Tananta           |
| 10.12.  | Antalya          | Wiktorija Kan          | Justine De Sutter Katerina Stewart           |
| 10.12.  | Bangkok          | Nungnadda Wannasuk     | Wang Yafan Wen Xin                           |
| 10.12.  | Dschibuti        | Jana Sisikowa          | Diana Bogoliy Jana Sisikowa                  |
| 10.12.  | Potchefstroom    | Zarah Razafimahatratra | Lynn Kiro Zarah Razafimahatratra             |
| 17.12.  | Ankara           | Ana Savić              | Magda Linette Katarzyna Piter                |
| 17.12.  | Antalya          | Irina Ramialison       | Anastasia Grymalska Julija Stamatowa         |
| 17.12.  | Dschibuti        | Melanie Klaffner       | Diana Bogoliy Jana Sisikowa                  |
| 24.12.  | Pune             | Tadeja Majerič         | Tadeja Majerič Conny Perrin                  |
| 24.12.  | Istanbul         | Isabella Schinikowa    | Lidsija Marosawa Jekaterina Jaschina         |
| 24.12.  | Sankt Petersburg | Regina Kulikowa        | Alexandra Artamonova Kazjaryna Dsehalewitsch |